# Ciranda de Pedra (1981)
Ciranda de Pedra é uma telenovela brasileira produzida e exibida pela TV Globo de 18 de maio a 14 de novembro de 1981, em 155 capítulos. Substituiu As Três Marias e foi substituída por Terras do Sem-Fim, sendo a 22ª "novela das seis" exibida pela emissora.
Escrita por Teixeira Filho, que adaptou o romance homônimo de Lygia Fagundes Telles, e dirigida por Reynaldo Boury e Wolf Maya.
Contou com Eva Wilma, Armando Bógus, Adriano Reys, Norma Blum, Lucélia Santos, Priscila Camargo, Sílvia Salgado e Edson Celulari nos papéis principais.

## Trama
A história se passa no Jardim Europa, na capital paulista, na década de 40, e conta a trajetória de Laura Prado (Eva Wilma), uma bela mulher que se dedica às artes e é casada com o áspero Natércio Prado (Adriano Reys), que sempre a oprime. Ele é um homem rico e de comportamento tradicional. Os dois vivem juntos e com as suas três filhas: Bruna (Sílvia Salgado), a mais velha, Otávia (Priscila Camargo), a filha do meio, e Virgínia (Lucélia Santos), a mais nova.
Por causa das constantes crises em seu casamento, Laura sofre um grande trauma e chega a ser internada como louca pelo marido. Os dois se separam, e a família acaba se dividindo. Laura, com a saúde frágil e sem dinheiro, fica com Virgínia, e Natércio com as irmãs, Otávia e Bruna.
Laura resolve morar em Vila Mariana, na casa do seu médico neurologista, Daniel (Armando Bógus), por quem nutre um enorme carinho. Ele sempre fora apaixonado por ela, acreditando que agora ela possa libertar-se das garras do ríspido marido, tendo a chance de reconquistá-la. Além disso, Daniel acredita que o problema de saúde de Laura não seja mental, e sim físico. Uma coisa que ele não sabe é que Laura esconde um grande segredo: Vírginia não é filha de Natércio e, sim, dele.
Enquanto Laura e Vírginia vivem juntas, Natércio vive com Otávia e Bruna na sua linda mansão. As meninas têm que lidar com a arrogância e hostilidade da malvada Frau Herta (Norma Blum). Frau Herta sempre foi apaixonada por Natércio, sem ser correspondida. Com a separação do casal, ela tem em mãos a chance perfeita para se tornar a senhora Silva Prado.
Outro núcleo importante é o de Eduardo (Marcelo Picchi). Ele é vizinho de Daniel e mora com sua mãe, Bibiana (Joyce de Oliveira) e sua avó, Bela (Elza Gomes). Eduardo se apaixona perdidamente por Vírginia, mas vai disputá-la com Luís Carlos (Roberto Pirillo), um típico galanteador, namorado de infância da moça.
A partir de então, as histórias paralelas da trama se passam no Jardim Europa e em Vila Mariana simultaneamente.

## Elenco
| Ator                 | Personagem                         |
| -------------------- | ---------------------------------- |
| Eva Wilma            | Laura Clermont Vidigal do Prado    |
| Lucélia Santos       | Vírginia Prado                     |
| Armando Bógus        | Dr. Daniel                         |
| Adriano Reys         | Augusto Natércio Nataniel do Prado |
| Norma Blum           | Frau Herta                         |
| Priscila Camargo     | Otávia Prado                       |
| Sílvia Salgado       | Bruna Prado                        |
| Roberto Pirillo      | Luís Carlos Dória                  |
| Marcelo Picchi       | Eduardo Schneider                  |
| Edson Celulari       | Sérgio                             |
| Fábio Junqueira      | Pedro Vivaldi                      |
| Paulo Ramos          | Dr Rogério                         |
| Alzira Andrade       | Margarida Oliveira                 |
| Mônica Torres        | Letícia Dória                      |
| Castro Gonzaga       | Cícero Dória (Dr. Cassini)         |
| Ana Lúcia Torre      | Celina Dória                       |
| Neuza Amaral         | Idalina Dias                       |
| Djenane Machado      | Enfª. Guiomar Dias                 |
| Maria Helena Dias    | Drª. Lígia                         |
| José Augusto Branco  | Dr. Alceu Ladeira                  |
| Maria Helena Velasco | Luciana                            |
| Elza Gomes           | Bela Schneider (Vó Bela)           |
| Joyce de Oliveira    | Bibiana Schneider                  |
| Lupe Gigliotti       | Mariana Oliveira                   |
| Ênio Santos          | Francisco Oliveira                 |
| Henriqueta Brieba    | Ana Dória Cassini                  |
| Manfredo Colassanti  | Benito Cassini                     |
| Arthur Costa Filho   | Manoel Vivaldi                     |
| Gilda Sarmento       | Vicênza Vivaldi                    |
| Patrcia Parker       | Elvira                             |
| Márcia Gastaldi      | Creuza                             |
| Rose Addario         | Enfª. Beatriz                      |
| Ivan de Almeida      | Juvenal                            |
| Helena Adelsohn      | Ana Maria                          |
| Lana Magdala         | Julieta                            |
| Pedro Rocha          | Anselmo                            |

### Participações especiais
| Ator             | Personagem      |
| ---------------- | --------------- |
| Dênis Derkian    | Conrado         |
| Jorge Cherques   | Casemiro Garcia |
| Chico Tenreiro   | Péricles        |
| Joséphine Hélene | Lena Pamposo    |
| Severino         | Seu Beijo       |
| Percy Aires      | Padre Aluísio   |
| Andréa Beltrão   | Sandra Gomes    |

### Elenco de apoio
| Ator             | Personagem |
| ---------------- | ---------- |
| Ana Magdala      | Julieta    |
| Cleston Teixeira | Firmino    |
| Helena Adelsohn  | Ana Maria  |
| Márcia Gastaldi  | Creuza     |
| Patrícia Parker  | Elvira     |
| Pedro Rocha      | Anselmo    |
| Rose Addario     | Beatriz    |
| Thaís de Campos  | Sílvia     |

## Produção
Teixeira Filho se baseou no romance homônimo de Lygia Fagundes Telles. Porém para a novela, o autor focou-se apenas na fase em que a personagem Virginia (Lucélia Santos) é adolescente.
Um dos grandes desafios do autor foi tratar na novela os temas escabrosos que tinham no livro, como por exemplo, divórcios, separações, adultério, esquizofrenia, impotência masculina e homossexualidade. Como não poderia se explorar esses temas de maneira profunda, apenas foram colocados de maneira leve ou sugestiva.
Lucélia Santos estava interpretando a vedete Luz del Fuego para o filme de David Neves, quando foi chamada para a novela. Ela teve que mudar completamente o visual para viver a personagem. A atriz lembra que compor a recatada Virgínia foi difícil, exatamente porque ela possuía um comportamento oposto ao da vedete, cuja vida foi marcada por escândalos. Virgínia era uma jovem da década de 1940, meiga e ingênua. A atuação de Lucélia Santos recebeu vários elogios da crítica e do público na época, ainda fazendo com que estampasse a capa da Playboy de novembro de 1981.
A telenovela apresentou uma minuciosa constituição da cidade de São Paulo nos anos 40. Algumas cenas externas nos jardins da mansão da família e na Vila Mariana foram gravadas na cidade de Petrópolis e em Santa Teresa, no Rio de Janeiro.
Os cenários da novela foram de Mário Monteiro e Leila Moreira. Os figurinos foram assinados por Maria Lúcia Areal.
Dos 155 capítulos da versão original, apenas a versão internacional em 80 capítulos encontra-se preservada nos acervos da TV Globo.

## Exibição
Foi reprisada no programa TV Mulher, entre 03 de janeiro a 08 de abril de 1983 substituindo Escrava Isaura e sendo substituída por Chega Mais .

### Exibição Internacional
Ciranda de Pedra foi vendida para cerca de 40 países, como Argentina, Colômbia, Chile, China, Estados Unidos, França, Itália, Marrocos e Suíça.

## Outras Versões
Ciranda de Pedra ganhou uma nova versão, escrita por Alcides Nogueira. Porém, esta não é um remake, mas sim uma nova adaptação do romance de Lygia Fagundes Telles. A estreia ocorreu em 5 de maio de 2008. A nova versão, ao contrário desta, agradou à autora do romance.

## Trilha sonora
1. "Mona Lisa" - Sandra Sá
2. "Eu Vou Ter Sempre Você (You'll Never Know)" - Antônio Marcos
3. "Dez Anos (Diez Años)" - Gal Costa
4. "Frenesi" - Maria Creusa
5. "The Trolley Song" - João Gilberto
6. "Céu Cor-de-rosa (Indian Summer)" - Quarteto Em Cy[1]
7. "Coquetel Para Dois (Cocktail For Two)" - Ronnie Von
8. "Trevo de Quatro Folhas" - Nara Leão
9. "Serenata Ao Luar (Moonlight Serenade)" - Pholhas
10. "Quantas Quantas São (Jingle Jangle Jingle)" - Santa Cruz
11. "Serenata" - Cauby Peixoto
12. "Dançando Com Lágrimas Nos Olhos (Dancing With Tears In My Eyes)" - Altemar Dutra[1]